# Біловець
Біловець (чеськ. Bílovec, нім. Wagstadt) — місто в Чехії, у районі Новий Їчин Мораво-Сілезького краю. Західна частина міста розташована у Природному парку «Одерські гори».
Всупереч пошкодженням наприкінці Другої світової війни, історичний центр міста є пам'яткою архітектури.
Біловець до 1960 був районним містом, а в 2003 став містом з розширеними повноваженнями. Адміністративний район МРП (міста з розширеними повноваженнями) Біловець включає 2 міста (Біловець і Студенка) і 11 сіл (Албрехтічкі, Білов, Бітов, Бравантіце, Йістебнік, Куяви, Пустейов, Слатіну, Тешковіце, Тісек і Велке-Албрехтіце). Місто також є центром мікрорегіону Біловецько. В рамках туризму Біловець можна віднести до регіону Краваржско. У місті також знаходиться Деканат Біловець, який є частиною Остравсько-Опавської єпархії і в цьому районі включає 24 парафії.

## Історія
Перша письмова згадка про поселення походить з 1324, коли воно належало пану Воку I з Краварже. У 1383 Біловець отримав право попередньої покупки товарів на території садиби і право самоврядування від Бенеша з Краварже. Місто знаходилося у власності панів з Краварже до 1434, потім — панів із Штернберка до 1441; опавських князів — до 1447; панів із Фулштейна — до 1542; Пражмову із Білкова — до 1623, а також місто належало Седлніцкім з Холтиці безперервно до 1848 року. Однак, замок і велике господарство належали Седлніцкім аж до 1945.
З XVI століття в місті розвивалося драпірування. Після 1840 тут був відкритий завод драпіровки Хіртова.

## Муніципальне управління і політика
У 2010—2014 мером міста був Петро Клімек, починаючи з 2014 року посаду мера займає Павло Мрва.

## Інфраструктура і транспорт
- Біловець знаходиться на дорозі 2-го класу номер 647, що веде з міста Одри через Біловець в Клімковіце і далі до Острави. Швидке з'єднання Біловця з Остравою, а також з віддаленими місцями, забезпечує шосе D1 (з'їзди Бутовіце 335-й км або Бравантіце 342-й км).
- У Біловець веде одноколійна залізниця без використання електрики зі Студенки (її ввели в експлуатацію у 1890). Восени 2009 в місті була завершена реконструкція вокзалу.
- Доступний Міжнародний аеропорт «Леоша Яначка», що знаходиться за 18 км від Біловця.

## Пам'ятки та цікаві місця
- Замок у стилі ренесанс (XVI століття)
- Будівля ратуші в стилі ренесанс (1593)
- Церква Святого Миколая з оглядової вежею (галерея на висоті 31 м)
- Будівля міського музею (друга половина XVIII століття)
- Каплиця Св. Барбори
- Каплиця Діви Марії
- Три могили сім'ї власника замку в Біловці, розташовані у каплиці замку
- Пам'ятник Св. Яну Непомуцькому — біля церкви Св. Миколая (80-ті роки XVIII століття)
- Пам'ятник Діві Марії — біля церкви Cв. Миколая (з середини XIX століття)
- Пам'ятник звільнення з фонтаном — на Сілезькій площі (1952)
- Дерев'яний вітряк — село Бравінне-Нижній-Нови-Двор
- Музей в місті Біловец розташований у колишньому будинку чиновників другої половини XVIII століття. Експозиція показує історію міста, замок і управління садибою, а також представляє роль текстильної промисловості, яка з часів Середньовіччя була для міста досить значною. Колекція музею складається з експонатів, що зображують виробництво колишнього заводу Салхер, що виступає на ринку з 1856 під торговою маркою Массаг.

## Частини міста
- Біловець
- Бравінне
- Лготка
- Лубояти
- Охрада
- Стара-Вес
- Вишковіце (створюють анклав міста)

Також частиною міста Біловець колись були теперішні незалежні населені пункти:
- Білов в 1976—1993
- Бітов в 1979—1995
- Бравантіце в 1979—1998
- Слатіна в 1979—1990
- Велке-Албрехтіце в 1976—1990

## Галерея

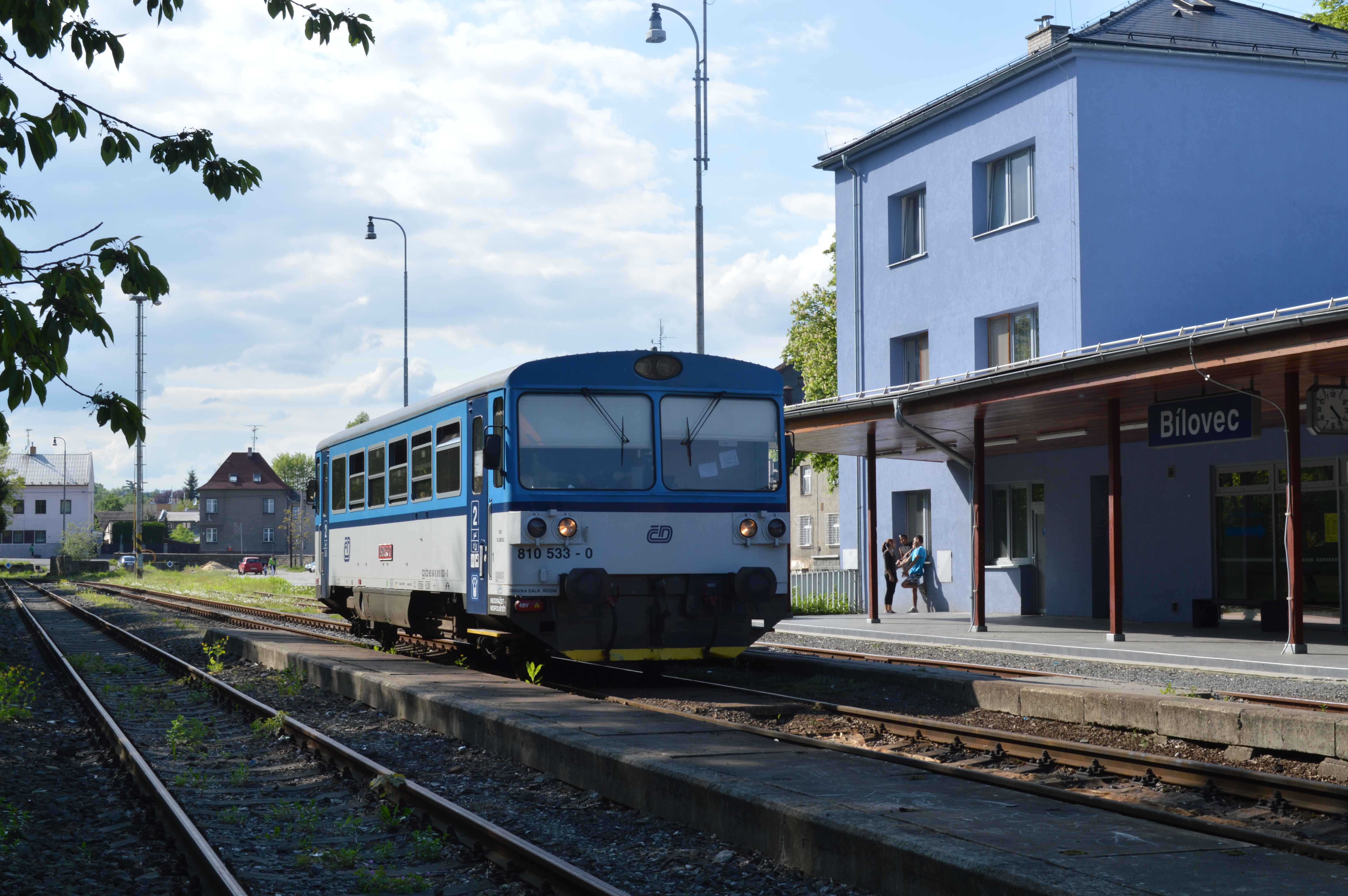
Вокзал
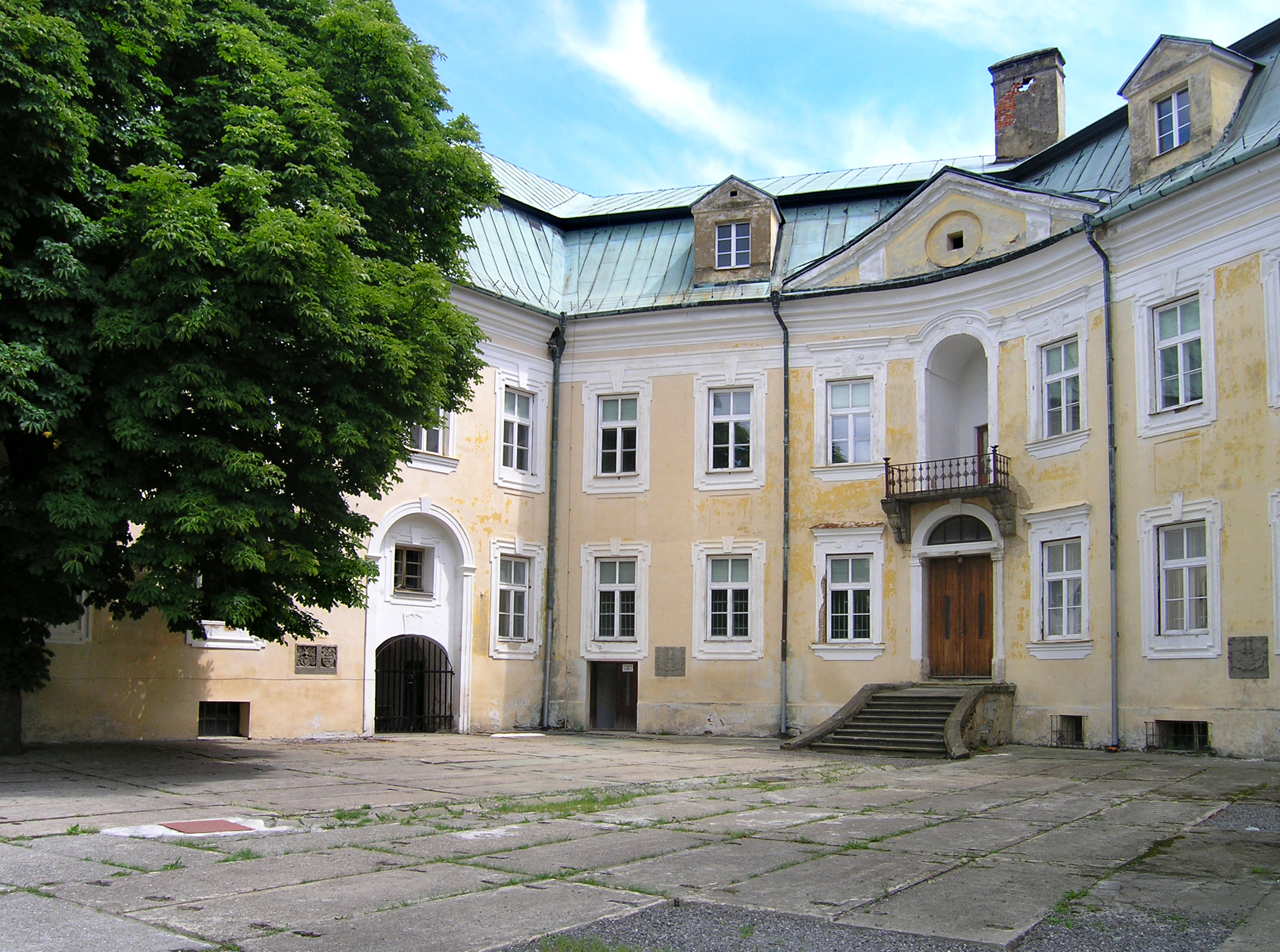
Замок
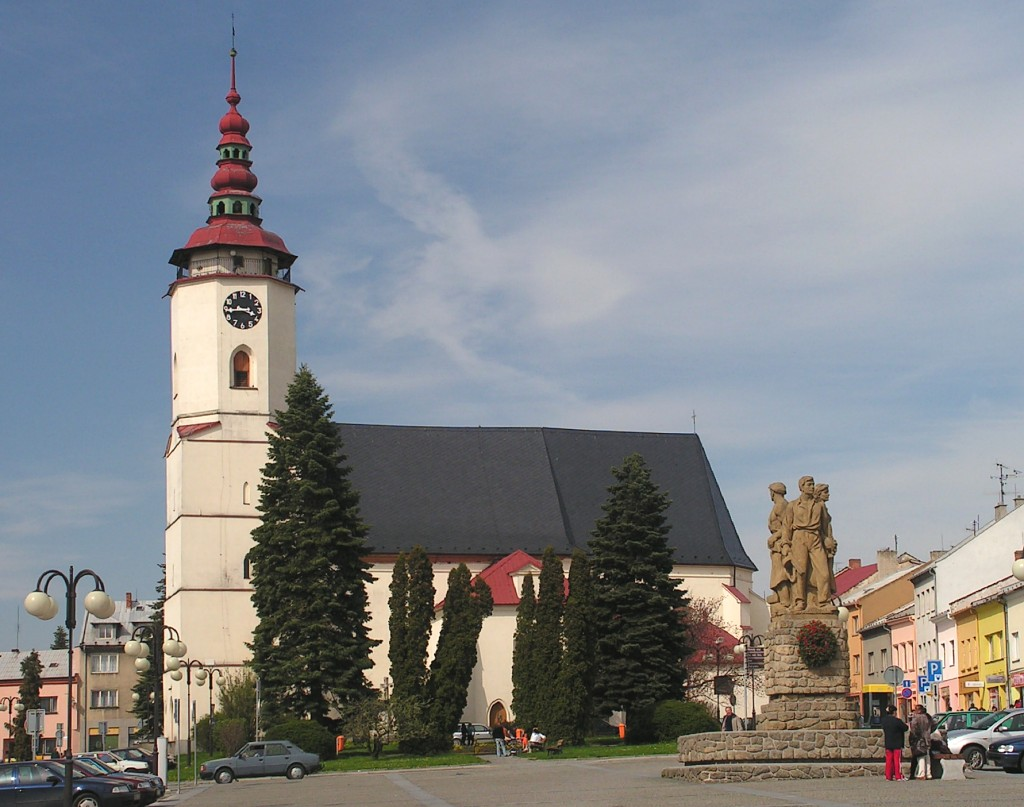
Костел Святого Миколая
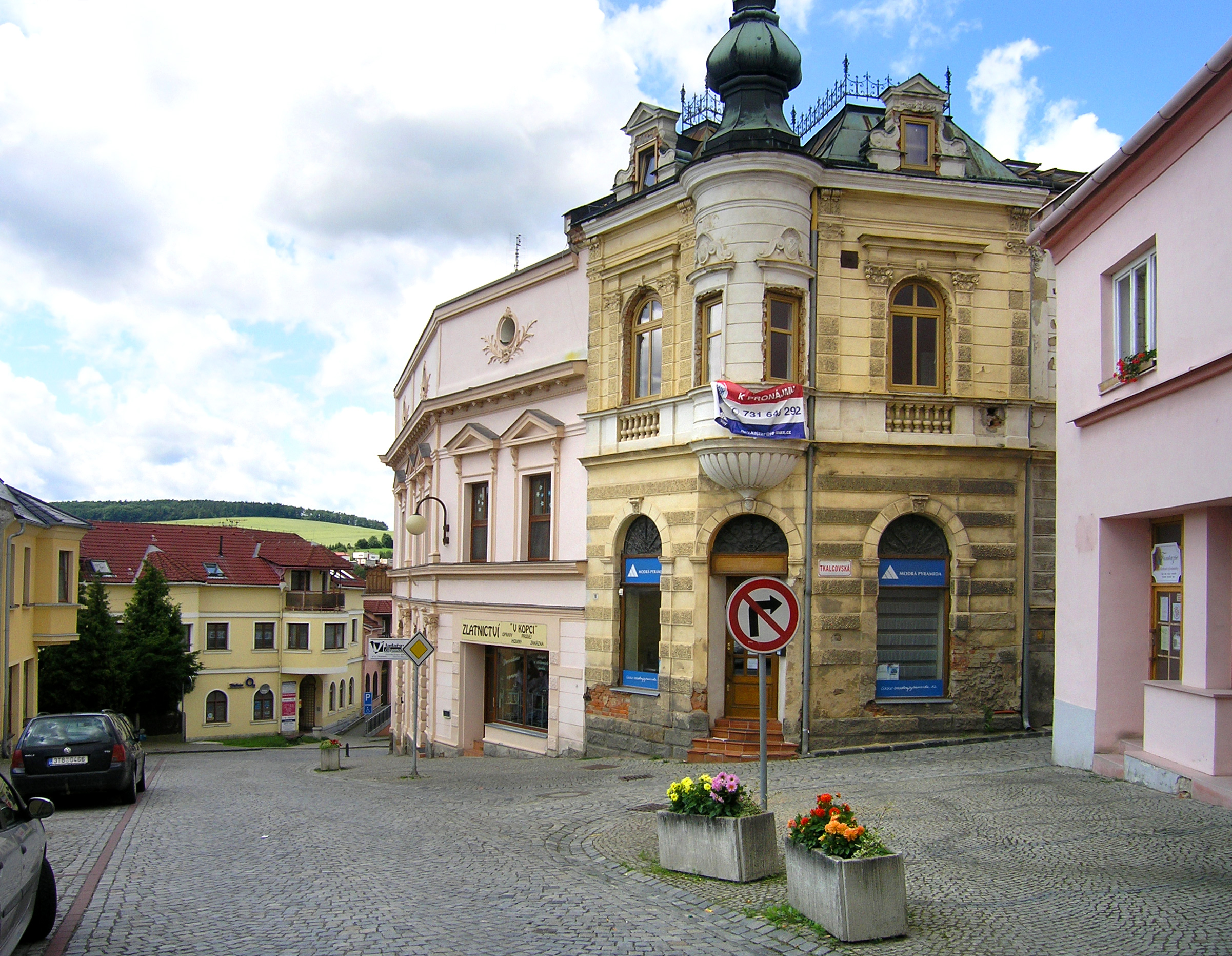
Будинок у центрі міста
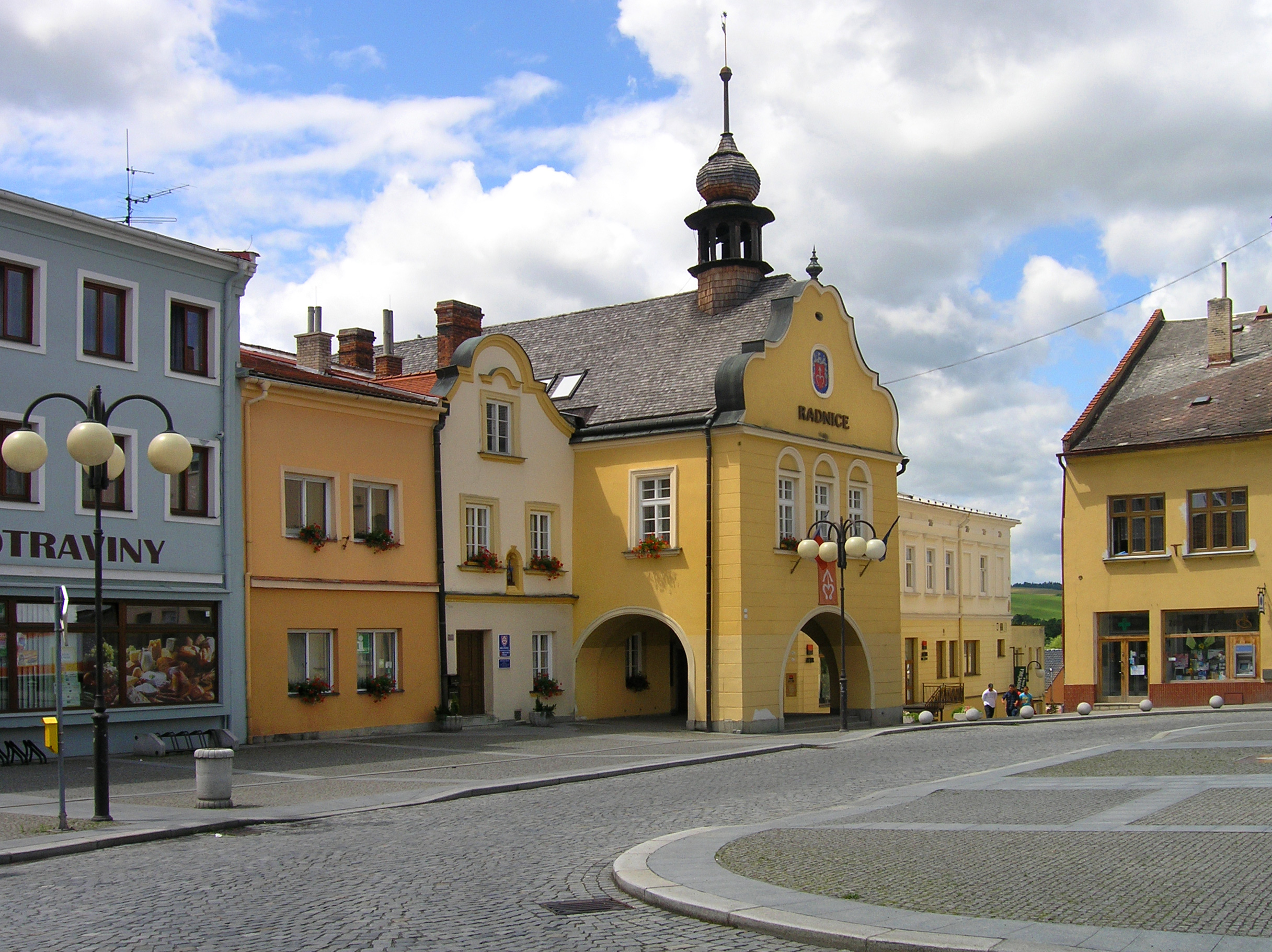
Ратуша

## Міста-побратими
- Бад-Нойштадт-ан-дер-Заале, Німеччина